# Gornje Impolje
Gornje Impolje este o localitate din comuna Sevnica, Slovenia, cu o populație de 25 de locuitori.